# Art Nanban

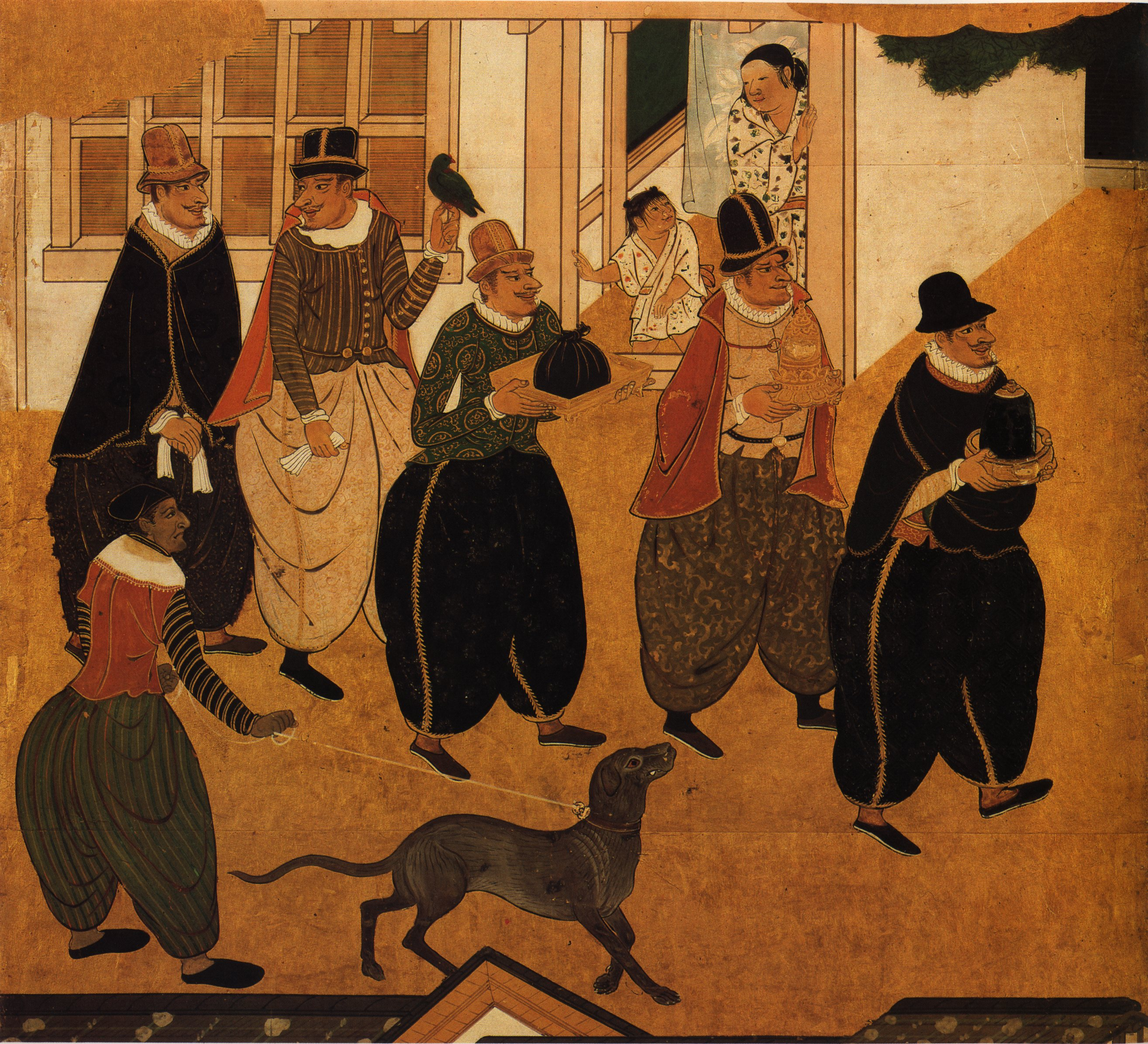
Kanō Domi (att.), paravent à décor d'Européens (détail), vers 1593-1600, Freer Gallery of Art.

L'art Nanban (南蛮美術) ou Namban, désigne l'art japonais des XVIe et XVIIe siècles influencé par les contacts avec les nanban (南蛮) (« barbares du sud »), les commerçants de passage ou installés au Japon et les missionnaires au Japon venant d'Europe. L'art Nanban est un art syncrétique, mêlant tradition japonaise et influences occidentales. Il peut se diviser en deux grandes catégories : d'une part, les œuvres et objets d'art fabriqués par et pour les Japonais, portant un décor s'inspirant des arts occidentaux ou représentant des Européens ; d'autre part, les objets d'art fabriqués par les Japonais pour l'exportation vers l'Europe. L'art Nanban se développe sur de nombreux supports, en particulier la peinture sur paravents et les laques.

## Contexte
Le mot « Nanban » vient de naban-jin (« barbares du sud »), terme par lequel les Japonais désignent les Européens. L'art Nanban se développe au Japon au cours de l'époque du commerce Nanban, c'est-à-dire à l'époque Azuchi-Momoyama (1573-1603) et au début de l'époque Edo (1603-1868). L'époque Azuchi-Momoyama est une période trouble pour le Japon, marquée par de nombreux conflits entre les clans qui cherchent à imposer leur pouvoir sur l'archipel.
En 1543, des marins Portugais échoués sur l'île de Tanega-shima, au large de l'île de Kyushu, sont les premiers Européens à découvrir le Japon. Les Portugais instaurent des relations commerciales entre le Japon et leurs comptoirs d'Inde et de Chine, tout en gardant secrète la localisation de l'archipel. Jusqu'en 1614, ils exportent vers l'Europe des porcelaines et des laques fabriqués au Japon. Dans le même temps, les missionnaires jésuites introduisent la religion catholique ; ainsi, en 1582, le Japon compte déjà près de 200 églises et 50 000 convertis, dont des seigneurs. En 1590, la visite d'une ambassade portugaise auprès du Grand chancelier Toyotomi Hideyoshi favorise un engouement pour l'art Nanban auprès de l'élite japonaise.
Les années 1580-1590 sont les plus prospères pour le commerce portugais. Les dirigeants japonais se montrent favorables à cette présence européenne dans un premier temps, ce qui permet aux Portugais de s'immiscer peu à peu dans les affaires politiques de l'archipel. Ceux-ci sont progressivement rejoints par d'autres Européens : les Espagnols découvrent le Japon en 1584, suivis des Anglais et des Hollandais en 1600 grâce au navigateur William Adams. En cette période de conflits entre les clans japonais, craignant que la situation ne lui échappe, Toyotomi Hideyoshi décide de restreindre la présence occidentale au Japon. En 1587, il proscrit le christianisme et lance une première vague de persécutions contre les catholiques japonais et occidentaux. En 1614, le shogun Tokugawa Hidetada réaffirme l'interdiction du christianisme et chasse les Portugais du Japon.
Le commerce entre le Japon et l'Europe est désormais aux mains de la Compagnie néerlandaise des Indes orientales (VOC), installée au Japon depuis 1609. Les Hollandais, protestants, sont les seuls Occidentaux autorisés à commercer avec le Japon à partir de 1650 lorsque le shogun Tokugawa Iemitsu instaure la politique du Sakoku. Jusqu'en 1795, la VOC a la possibilité d'envoyer, une fois par an, un navire vers le petit port artificiel de Dejima, en face du port de Nagasaki.

## Paravents Nanban

### Historique
Les paravents Nanban (Nanban byōbu) sont ornés de peintures de style japonais évoquant la présence des Européens au Japon. Ces paravents luxueux fonctionnent par paire (chaque paravent ayant en général six panneaux) et servaient à diviser l'espace dans les chambres ou à orner de grands espaces cérémoniels. Leur lecture se fait de gauche à droite. Plus de 90 paravents Nanban sont aujourd'hui recensés, ce qui témoigne de leur popularité au Japon entre la fin du XVIe siècle et le début du XVIIe siècle. Beaucoup appartenaient à des familles de marchands japonais engagés dans le commerce maritime. 
Les paravents, généralement entourés d'un cadre en laque noire, sont peints en couleurs et à l'encre sur des feuilles de papier recouvertes de feuilles d'or, une technique picturale répandue au Japon à partir de l'époque Azuchi-Momoyama. Les couleurs variées, l'usage limité de l'encre, la perspective "plane" et les nombreux détails sont autant de caractéristiques du Yamato-e, la peinture japonaise traditionnelle. Les premiers paravents Nanban auraient été peints au début des années 1590, après le voyage d'un groupe de peintres de l'école Kanō à Nagasaki au cours duquel les artistes ont pu observer, pour la première fois, un navire et des marchands européens. Cette école, soutenue par les gouvernements militaires, domine la production picturale japonaise aux XVIe et XVIIe siècles et répond aux commandes des dirigeants de l'archipel. Elle est la principale pourvoyeuse de paravents Nanban, dont certains de ses membres en font leur spécialité. C'est le cas de Kanō Naizen, auteur de trois paires de paravents semblables.

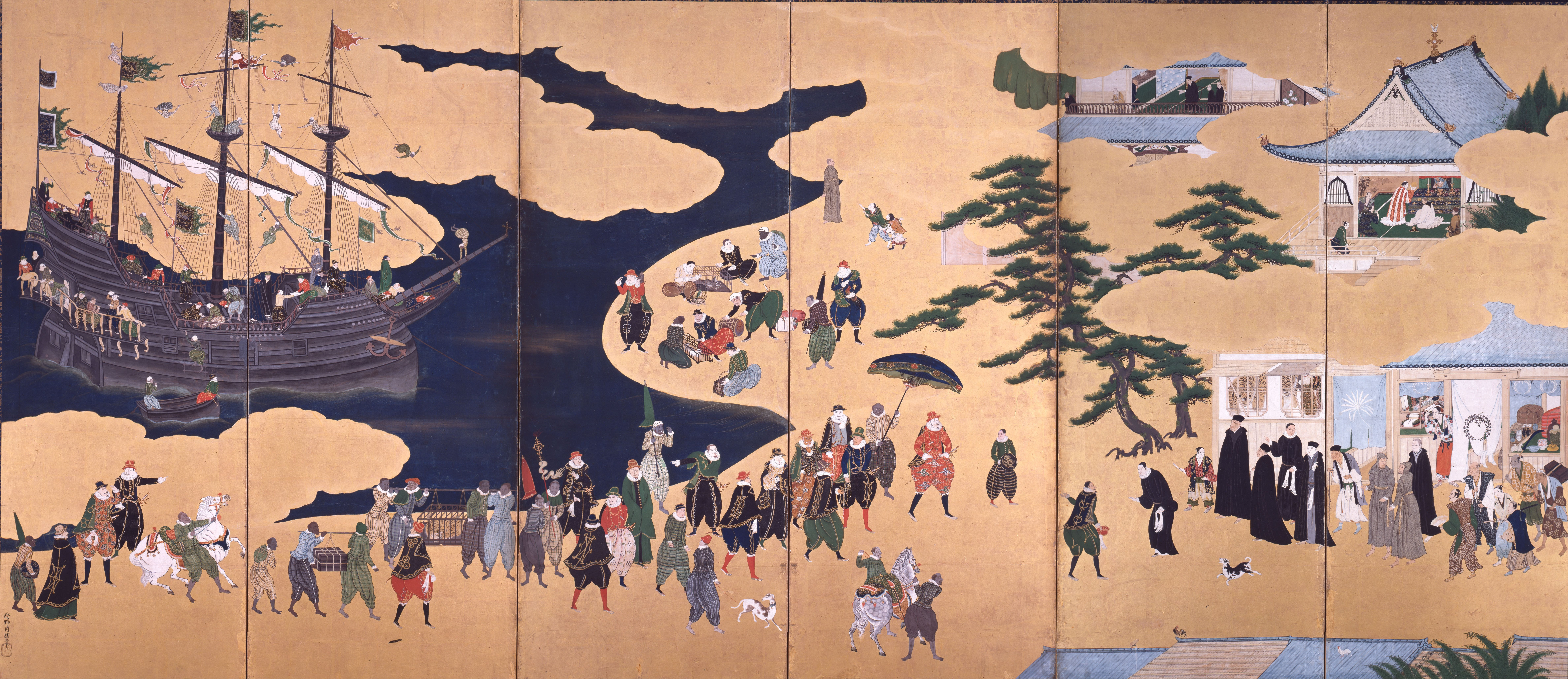
Kanō Naizen, paravent Nanban, vers 1600, encre et couleurs sur feuilles d'or, Musée municipal de Kobe.

### Les sujets des paravents Nanban

Kanō Domi, paravent Nanban, fin du XVI^{e} siècle - début du XVII^{e} siècle, encre, couleurs et feuilles d'or sur papier, Museu Nacional de Arte Antiga.

Les paravents Nanban représentent majoritairement la même scène : un kurofune (navire noir portugais) ancré dans un port portugais, duquel débarque un nanban-gyoretsu ("cortège Nanban") composé de missionnaires, de marchands et de leurs serviteurs. Les bateaux sont chargés de marchandises venant des divers comptoirs portugais de l'Estado da Índia, vendues aux Japonais. Les paravents Nanban sont des témoignages de la première mondialisation : les peintres Japonais portent une grande attention à la diversité du cortège portugais peuplé d'Européens, d'Africains, d'Indiens ou de Malais. Les Occidentaux sont représentés de façon stéréotypée, avec de grands yeux fendus, un long nez, un menton proéminent et des oreilles saillantes. Les paravents Nanban montrent aussi les divers animaux "exotiques" qui accompagnent ces cortèges : chats sauvages d'Inde, chevaux perses ou arabes, chiens européens, oiseaux du Sud-Est asiatique, éléphants... Derrière la simple scène de genre, les paravents Nanban symbolisent les richesses apportées au Japon par ces étrangers. La représentation du navire portugais s'inspire de l'iconographie traditionnelle du Takarabune, le "bateau-trésor" mythique sur lequel se déplacent les Sept divinités du Bonheur au Nouvel An japonais.   
Les paravents Nanban représentent également des bâtiments liés à la présence européenne, comme des églises ou des résidences. 

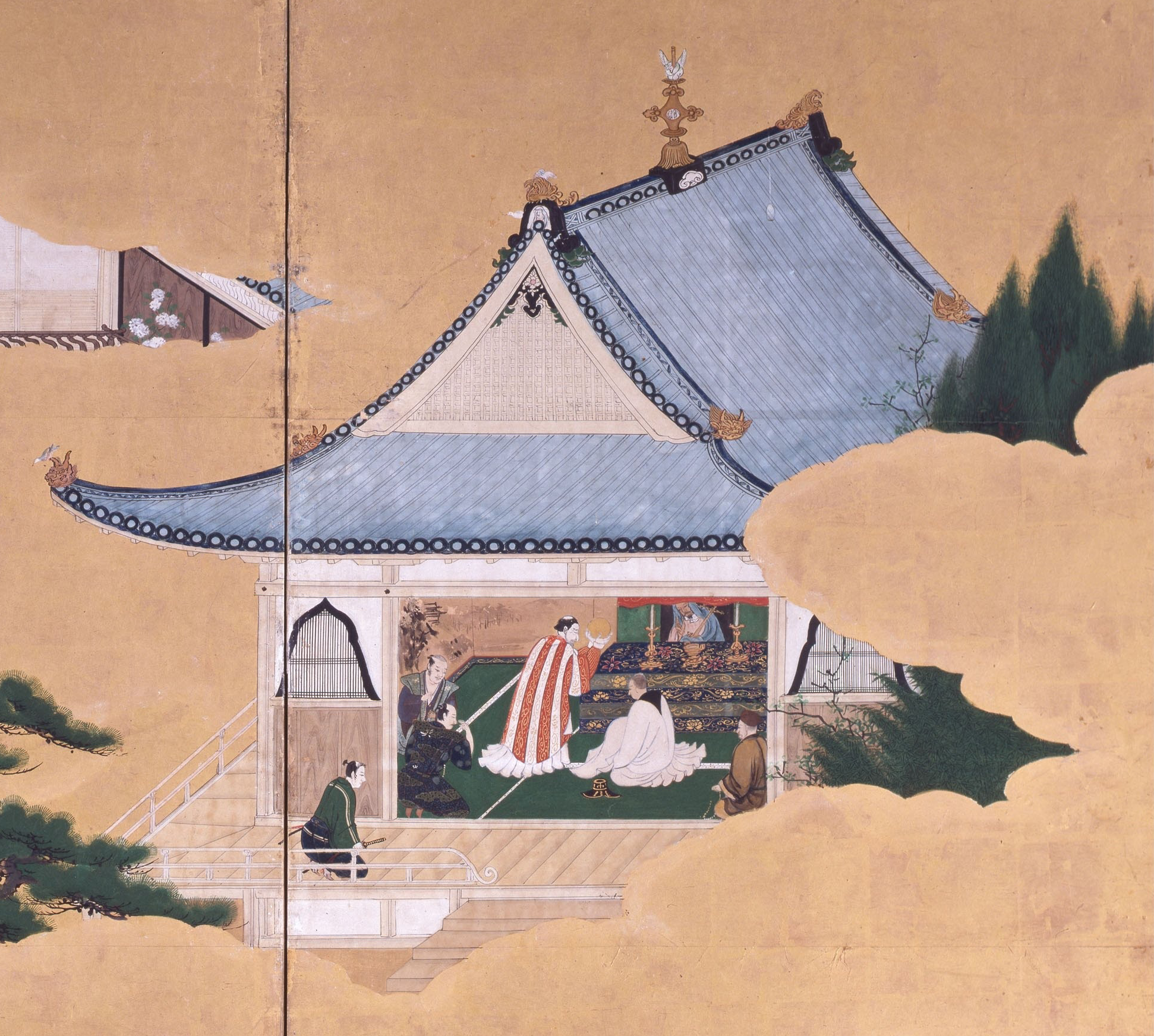
Kanō Naizen, paravent Nanban (détail, messe catholique), vers 1590-1615, encre, couleurs et feuilles d'or sur papier, Musée municipal de Kobe.

Les paravents Nanban fonctionnent par paires. Dans la majorité des exemples, une même scène se déploie sur les deux paravents avec, à gauche, l'arrivée du navire portugais dans le port japonais et, à droite, le cortège portugais pénétrant dans la ville. Dans certains cas, la scène peinte sur le paravent de gauche prend place en Europe et montre le départ du navire portugais de son port d'attache. 

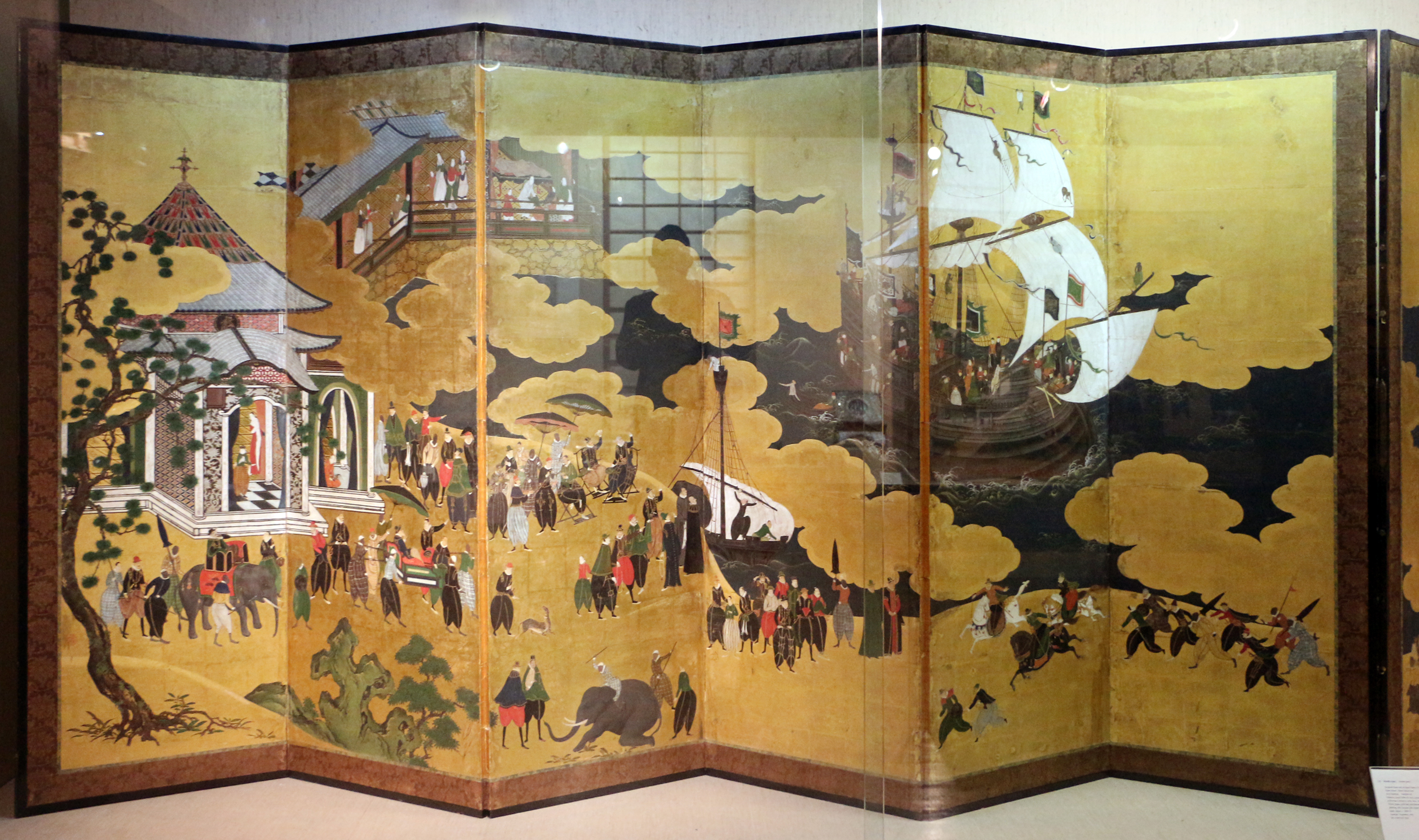
Kanō Naizen (att.), paravent Nanban (gauche), vers 1590-1615, encre, couleurs et feuilles d'or sur papier, Museu Nacional de Arte Antiga. Ce paravent prend place en Europe.
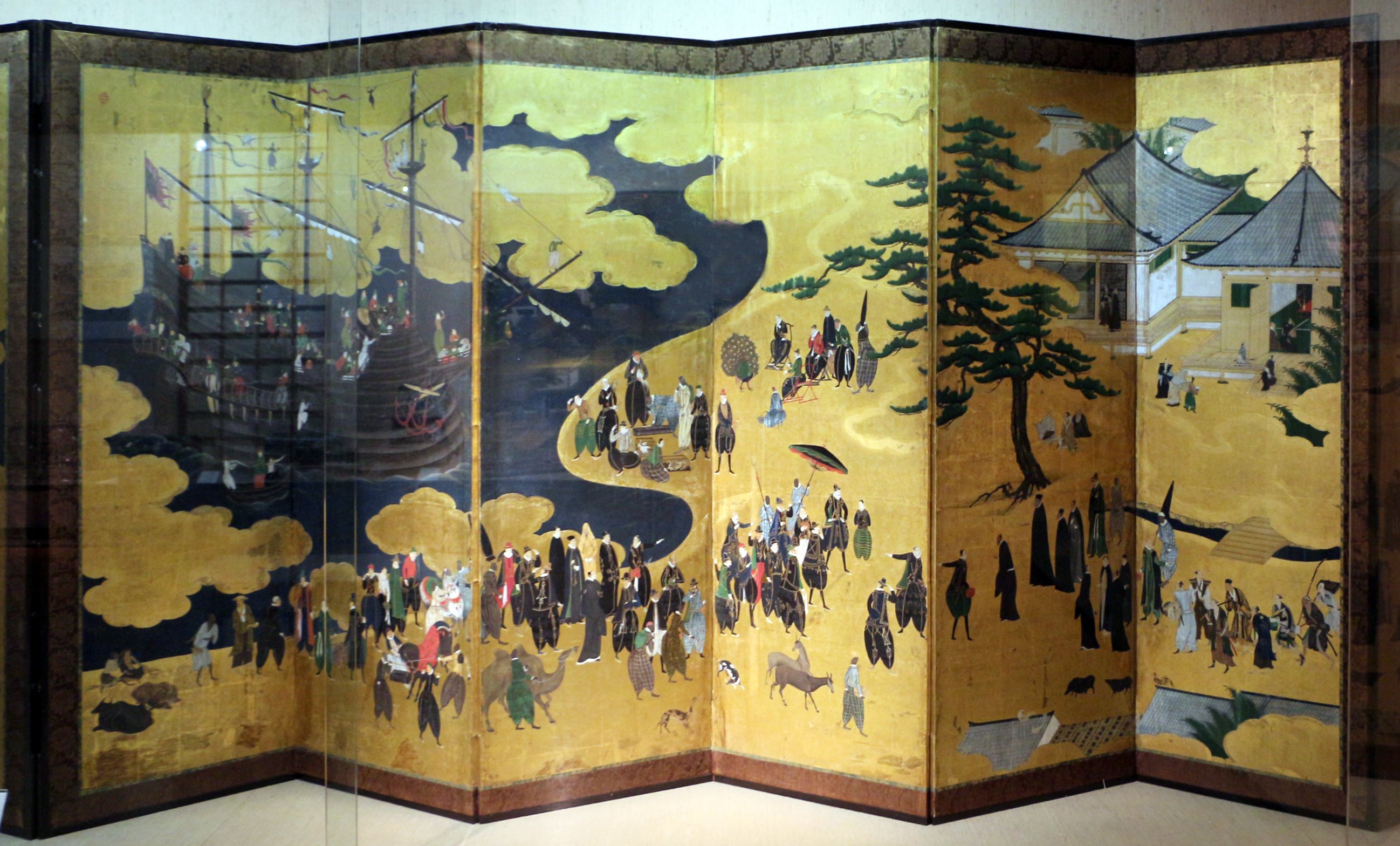
Kanō Naizen (att.), paravent Nanban (droite), vers 1590-1615, encre, couleurs et feuilles d'or sur papier, Museu Nacional de Arte Antiga. Ce paravent prend place au Japon.

Trente paravents Nanban représentant des cartes géographiques sont actuellement connus. Les modèles européens ayant servi aux peintres japonais sont principalement des cartes des géographes Abraham Ortelius, Petrus Plancius et Willem Blaeu. Les cartes sur paravents Nanban ont contribué à introduire au Japon le concept de terre sphérique, par opposition à la cosmologie bouddhiste jusqu’alors en vigueur.

## Influences occidentales dans la peinture japonaise de l'époque Momoyama: lestyleyō-ga
Au contact des Européens présents au Japon à partir du XVIe siècle, certains peintres japonais introduisent des influences européennes dans leurs oeuvres : nouvelles techniques de peinture, traitement des ombres et du clair-obscur, perspective linéaire et atmosphérique. Ils sont les artistes du style occidentalisant, aussi appelé style yō-ga. Une trentaine de noms d'artistes occidentalisants est connue pour cette période, mais il est très rare de pouvoir leur attribuer des oeuvres dépourvues de signatures. Leur apprentissage se fait le plus souvent auprès de peintres religieux italiens ou portugais ; par exemple, dès 1583, le moine et peintre napolitain Giovanni Nicolao enseigne la gravure sur cuivre et la peinture de style occidental dans les séminaires chrétiens du Japon.
Certains seigneurs japonais convertis au christianisme commandent des peintures de style et de sujets occidentaux, sur supports japonais (comme les paravents) et accompagnées de fonds dorés caractéristiques de la peinture japonaise. Parmi les thèmes privilégiés, il y a les scènes de ports, les représentations de cavaliers et de soldats européens ou les scènes de la vie quotidienne en Europe.

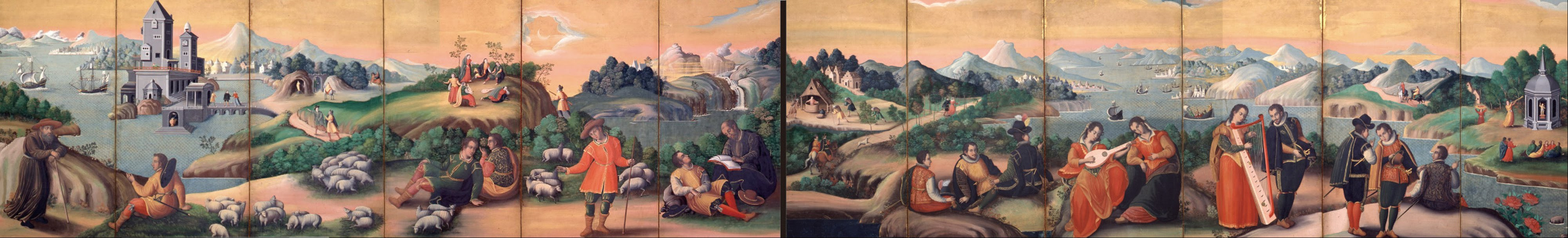
Anonyme, Scènes de vie quotidienne européenne, vers 1580-1600, couleurs et or sur papier, Musée d'art MOA.

La proscription du christianisme et la fermeture du Japon pendant l'époque Edo mettent fin à la popularité de la peinture de style occidentalisant, avant son retour en force à la fin du XIXe siècle, pendant l'ère Meiji. 

## Laques Nanban
L'art Nanban s'exprime également dans les objets laqués fabriqués pour les Européens (Nanbannuri). Il s'agit principalement d'objets de culte et d'objets utilitaires associant des formes européennes (retables, lutrins, coffres, cabinets...) à un décor japonais en laque, or et nacre.

### Historique

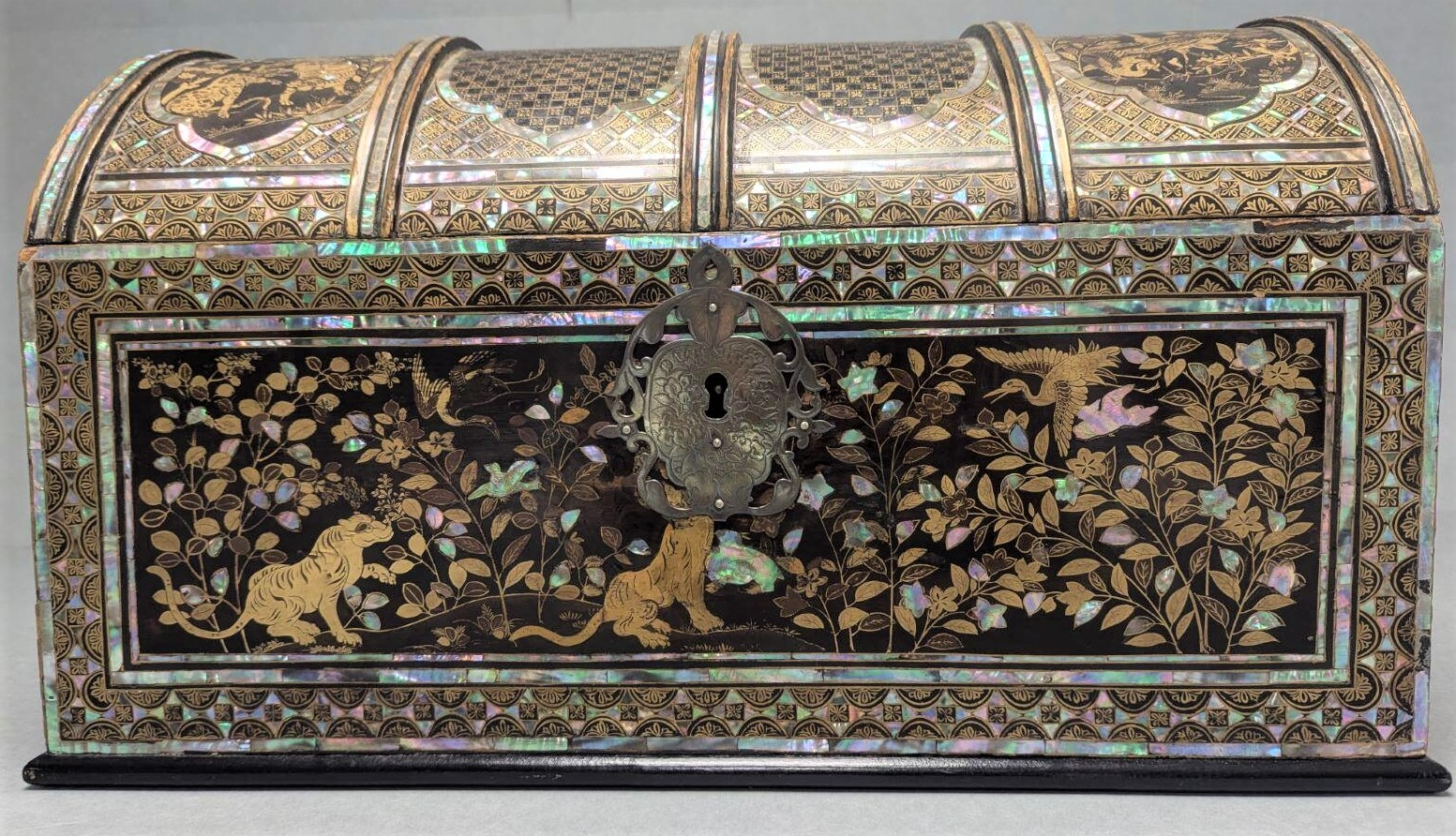
Coffre Nanban à décor de félins, Japon, 1580-1615, Musée de la Compagnie des Indes.

Les laques Nanban sont principalement fabriqués pour les Portugais ; leur production prend fin après 1614, lorsque ceux-ci sont chassés du Japon. En Europe, les laques Nanban sont appréciés majoritairement par les Portugais et les Espagnols. Si les Français et les Anglais en acquièrent également, ils ne sont pas du tout du goût des Hollandais qui préfèreront, par la suite, des laques aux décors plus sobres.
Les tout premiers laques Nanban sont fabriqués à partir du troisième quart du XVIe siècle. Il n'existe que très peu de documents permettant de dater ces objets ; le plus ancien laque Nanban daté précisément est un cabinet provenant des collections de l'archiduc Ferdinand de Tyrol, mentionné dans un inventaire de 1596 (aujourd'hui conservé au Kunsthistorisches Museum).
Les ateliers fabriquant les laques Nanban sont anonymes. Pendant les guerres de l'époque Azuchi-Momoyama, les artisans laqueurs les plus qualifiés perdent le patronage des clans et migrent vers les villes, où ils peuvent travailler plus librement et expérimenter de nouveaux décors adaptés aux goûts des Occidentaux. Ainsi, les laques Nanban ont probablement été fabriqués dans des ateliers de Kyoto.

### Techniques

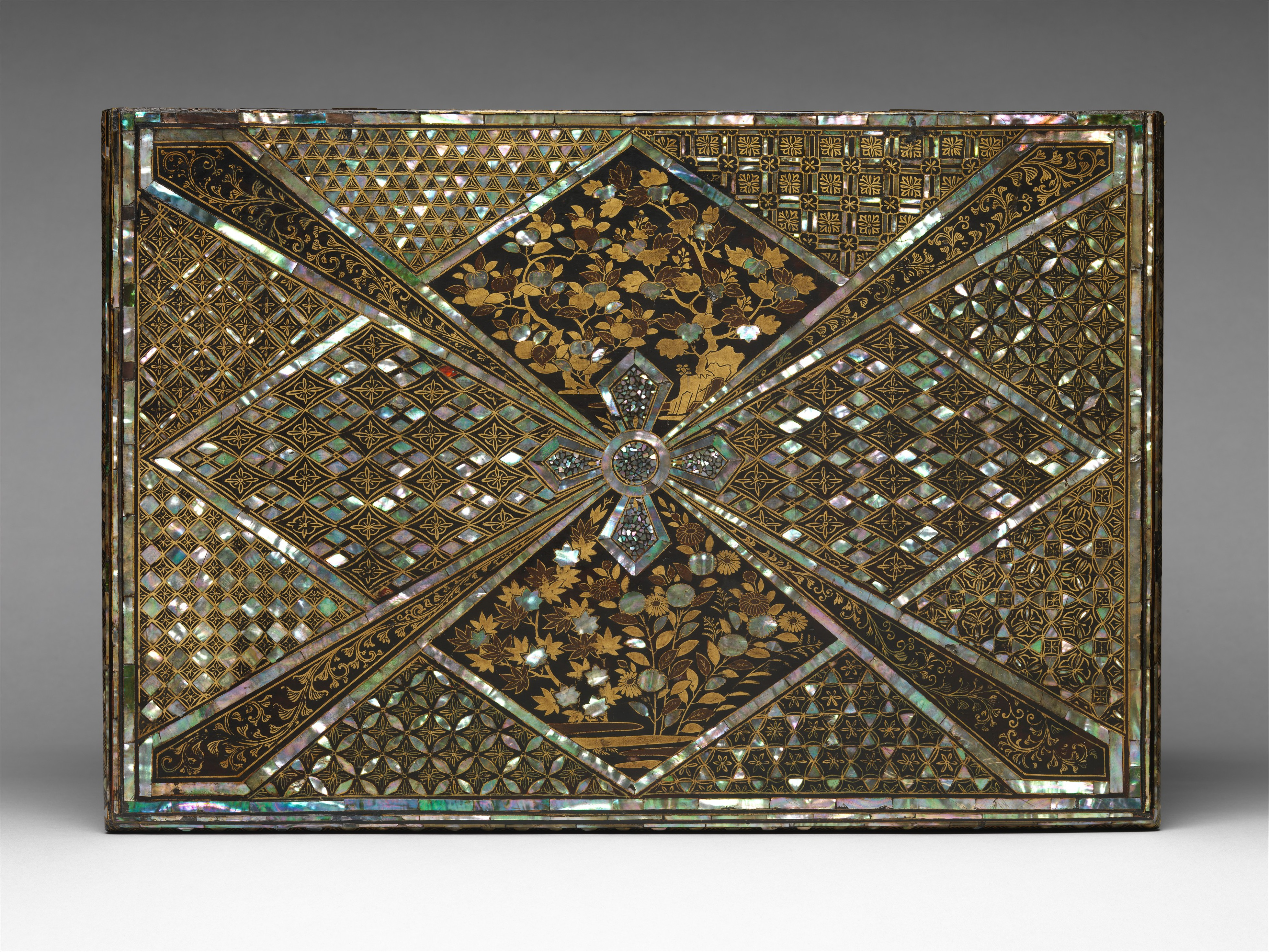
Couvercle d'un coffre à écriture, Japon, 1580-1615, Metropolitan Museum of Art.

La technique du laquage existe en Extrême-Orient depuis le Néolithique. Elle consiste à appliquer, sur un objet, des couches de sève pour l'imperméabiliser, le protéger et lui donner un aspect brillant unique. Avec le temps, les artisans laqueurs développent de nouvelles techniques pour enrichir les objets laqués de décors peints ou incrustés.
Les laques Nanban reprennent la technique japonaise du maki-e, la "peinture parsemée" d'or ou d'argent sur une surface laquée, à travers ses variantes : technique du hiramaki-e (décor maki-e plat), technique du e nashiji (motifs cernés de laque d'or) et technique du tsukegaki (tracés en léger relief en laque saupoudrée d'or),. Les artisans laqueurs s'inspirent des laques du Kōdai-ji, temple japonais de Kyoto connu au XVIe siècle pour sa production de laques à décors dorés sur fond noir représentant des plantes de l'automne.
Les artisans laqueurs reprennent également la technique du raden, c'est-à-dire des incrustations de nacre dans le décor laqué. Ils répondent ainsi au goût des Portugais, amateurs de ce matériau qu'ils retrouvent aussi dans les arts indo-portugais du Gujarat. Les abondantes incrustations de nacre rappellent aussi les laques chinois, coréens ou ceux des îles Ryūkyū.
Les laques Nanban sont agrémentés de montures (charnières, platines de serrure...) en cuivre doré ou argenté, à décor gravé ou estampé, aux formes chantournées qui s'adaptent, encore une fois, au goût des Portugais.

### Décors
Les décors des laques Nanban s'organisent le plus souvent en panneaux entourés de motifs géométriques. Les panneaux sont ornés de motifs végétaux (cerisiers, glycines, gingkos, mandariniers, camélias, pivoines...) et animaliers (paons, "oiseaux de paradis", félins, bovidés...). L'encadrement des compositions, pourtant rare dans les arts japonais, est repris dans les laques Nanban pour s'adapter au goût européen, habitué aux peintures dans leurs cadres.

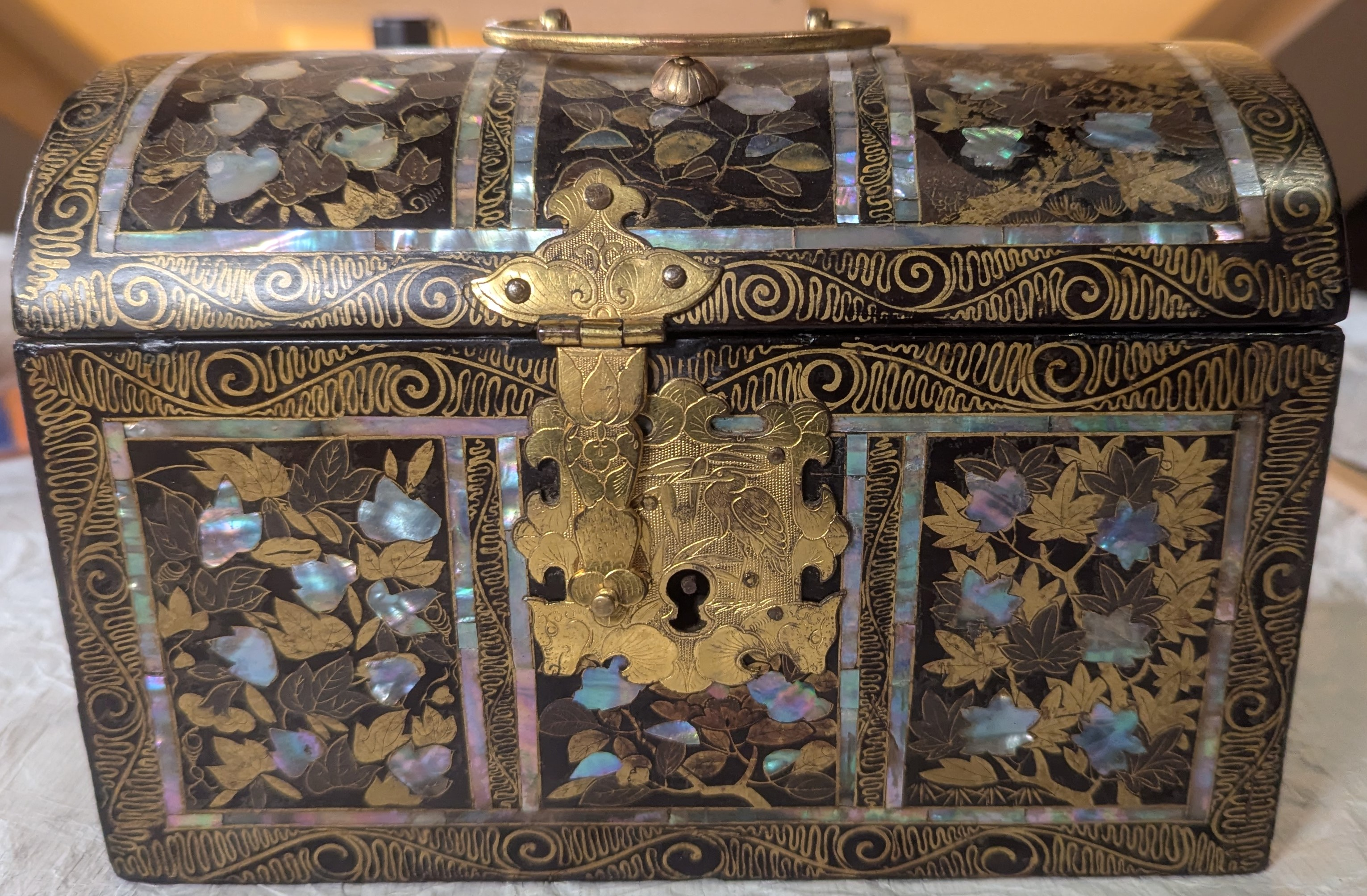
Coffret en laque Nanban, Japon, 1580-1615, Musée de la Compagnie des Indes. Les bordures des panneaux sont ornés de Nanban karakusa.

Sur de nombreux laques, les artisans introduisent un nouveau motif unique aux laques Nanban : les rinceaux Nanban (Nanban karakusa), peints en or et prenant la forme de longues tiges recourbées aux feuillages sinueux évoquant des fougères. Ces décors encadrent souvent les compositions.
L'abondance de motifs géométriques sur le fond des laques Nanban évoque les encadrements des tapisseries bruxelloises, connus des laqueurs japonais grâce à des gravures occidentales, ainsi que les laques chinois. Il s'agit de motifs variés : damiers (ishitatami), chevrons, losanges étoilés, entrelacs circulaires (shippōtsunagi)... Plusieurs laques Nanban portent également des mōn, les blasons circulaires des clans japonais.
Le motif des vignes kudsu (ou kudzu) est courant sur les fonds des compositions ou dans les panneaux ornant les côtés ou l'arrière des objets laqués.

### Typologie
Il existe divers types d'objets en laque Nanban. Les missionnaires jésuites présents au Japon commandent des retables (seigan) reproduisant les retables européens, eux-mêmes inspirés des productions byzantines. Il s'agit de petits retables rectangulaires abritant un tableau, fermés par deux vantaux en laque et souvent surmontés d'un fronton triangulaire classique. Simples et faciles à transporter, ils peuvent être suspendus dans les églises ou les missions. Le tableau central, reproduisant souvent une gravure européenne, est peint par des artistes indiens ou chinois sous la direction d’un peintre européen. Parmi les objets religieux en laque Nanban, il y a également des boîtes à hosties (seiheibako) rondes, à couvercle plat, ornées de motifs floraux et du sceau de la Compagnie de Jésus (les initiales IHS, les trois clous et une croix dans un soleil rayonnant). Ce même sceau se retrouve sur des lutrins pliables (shokendai) servant à soutenir les livres sacrés, dont la forme s'inspire des lutrins islamiques. 

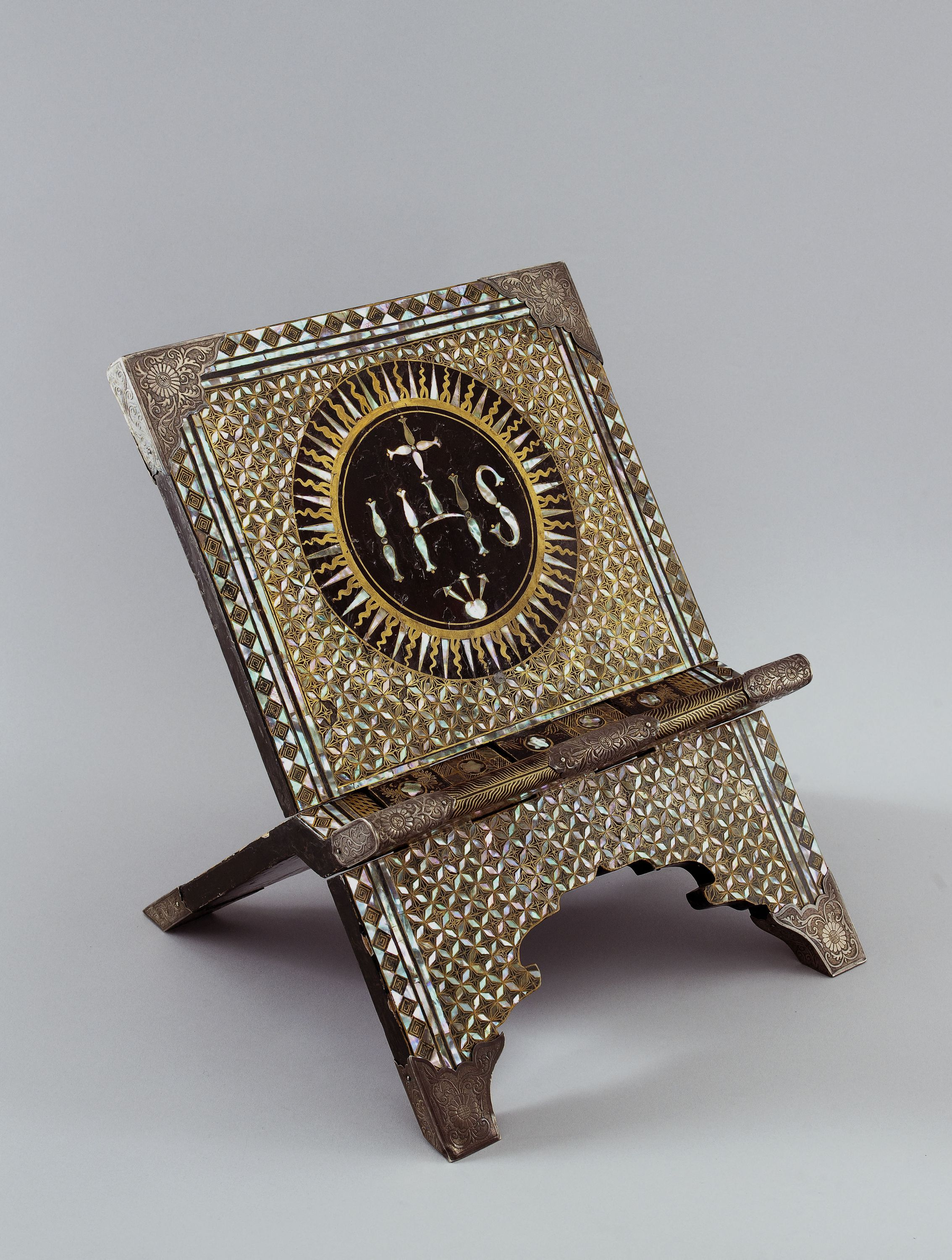
Lutrin en laque nanban, Japon, 1573-1603, Musée Cernuschi.
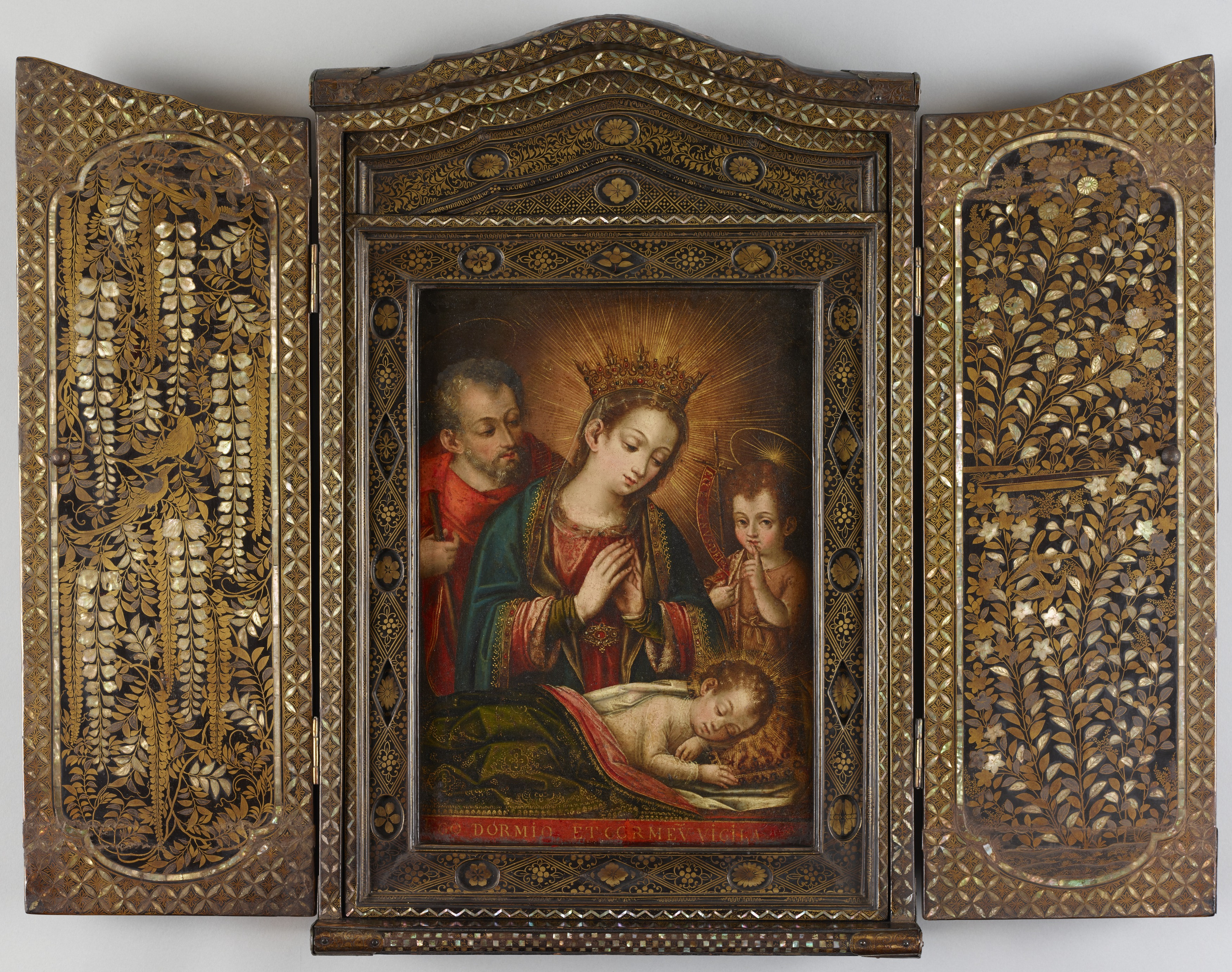
Retable en laque nanban, Japon, 1573-1600, Musée national de Kyushu.

Les coffres en laque Nanban reprennent la forme portugaise du varagueño, un coffre rectangulaire médiéval avec un couvercle très bombé, monté sur des charnières. Les décors les plus somptueux prennent place sur la face avant et le couvercle, et sont disposés sur un grand panneau, dans un médaillon polylobé ou dans des petits panneaux. Les coffres sont équipés de poignées sur les côtés et de ferrures d'angles. Les coffrets, plus petits, sont équipés d'une seule anse placée au milieu du couvercle. Ils servaient à contenir des objets précieux, des reliques... Les écritoires présentent un couvercle plat pour écrire et, parfois, un tiroir sur la face avant pour y ranger l’encre et la plume.

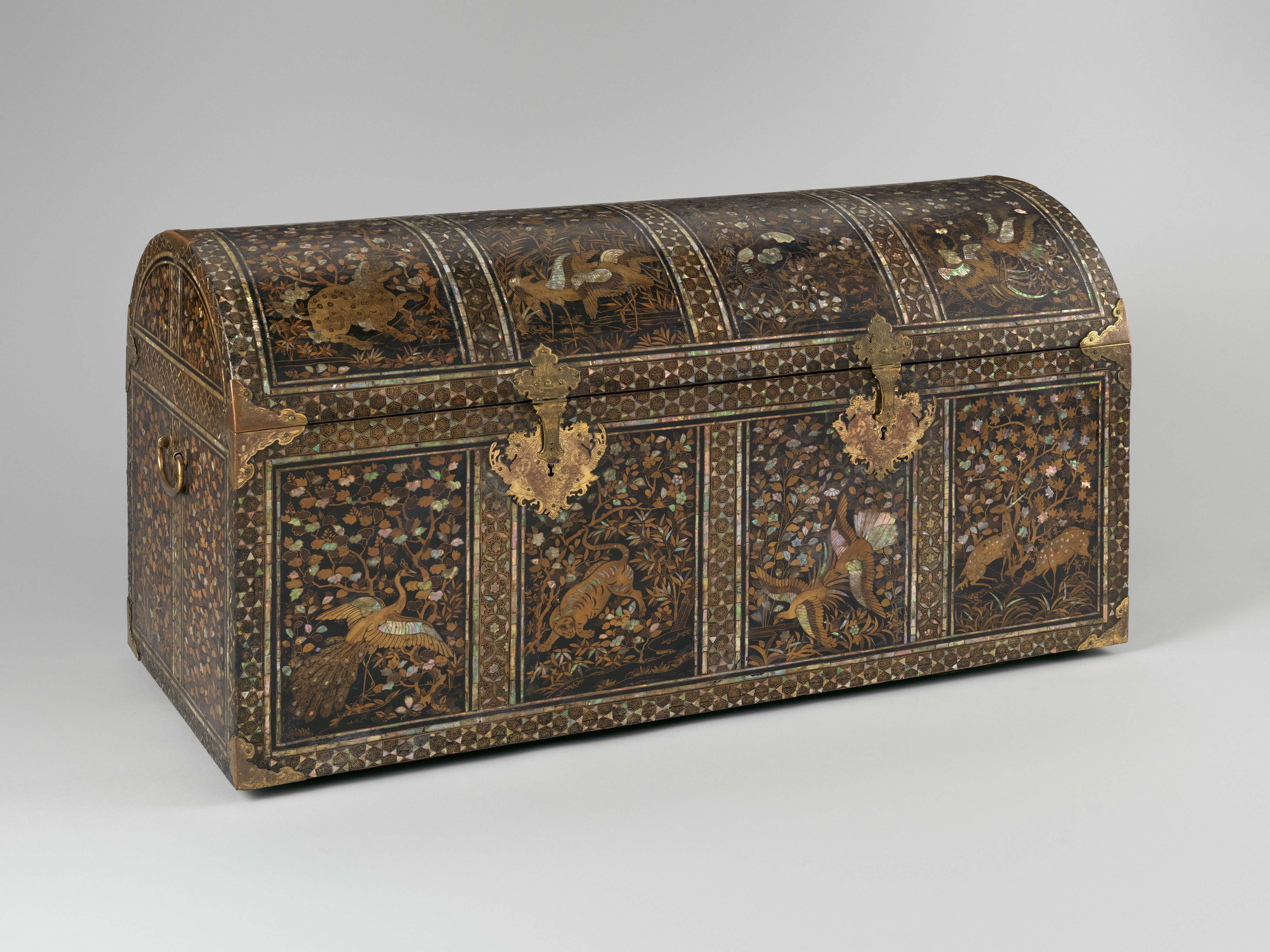
Coffre en laque Nanban, Japon, 1580-1615, Metropolitan Museum of Art.
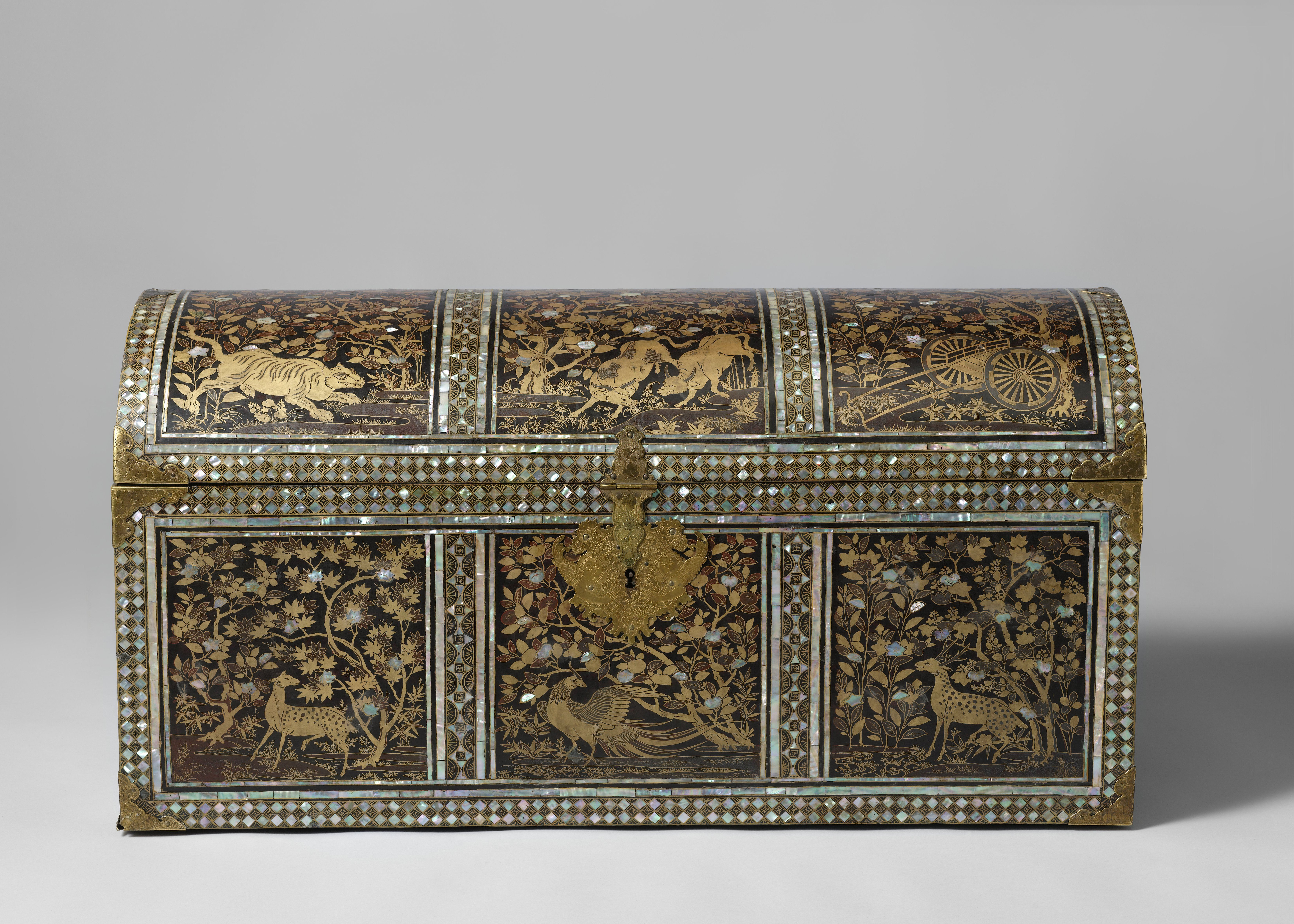
Coffre en laque Nanban, Japon, 1580-1615, Rijksmuseum.
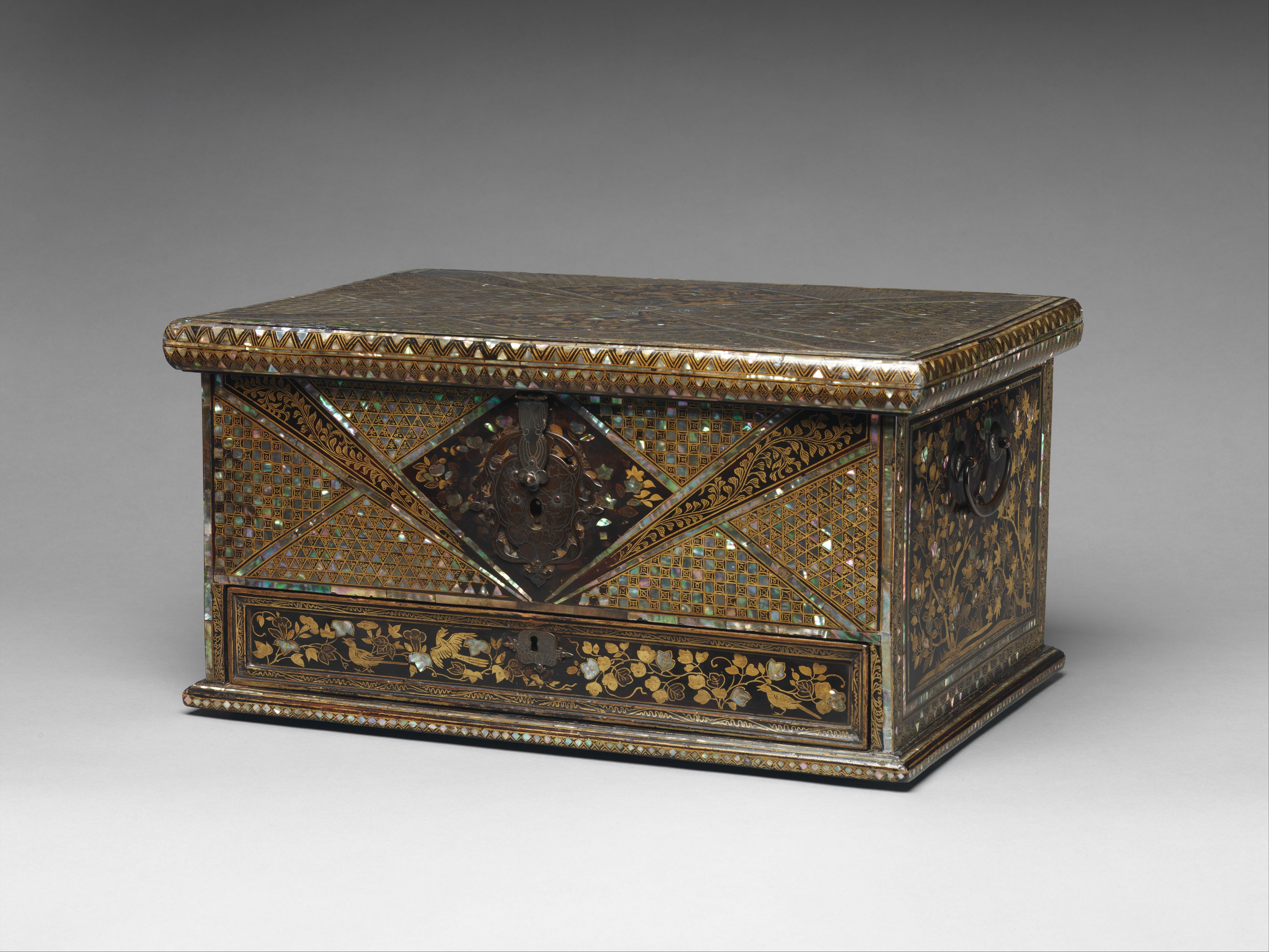
Ecritoire en laque Nanban, Japon, 1580-1615, Metropolitan Museum of Art.

Les cabinets en laque Nanban reprennent la forme européenne de l'escritorio, un meuble parallélépipédique à tiroirs présentant, dans certains cas, une porte à abattant ou deux vantaux. Certains cabinets possèdent, derrière la porte et au milieu de leurs tiroirs, une petite imitation d'une architecture classique avec un arc en plein cintre et des colonnes ou pilastres. Le bento était le nom donné par les Portugais à des boîtes parallélépipédiques comprenant un vantail à l'avant, fixé sur un côté et révélant plusieurs tiroirs, avec une poignée sur le dessus. Ces petits contenants, faciles à transporter, s'inspirent des boîtes à repas japonaises.

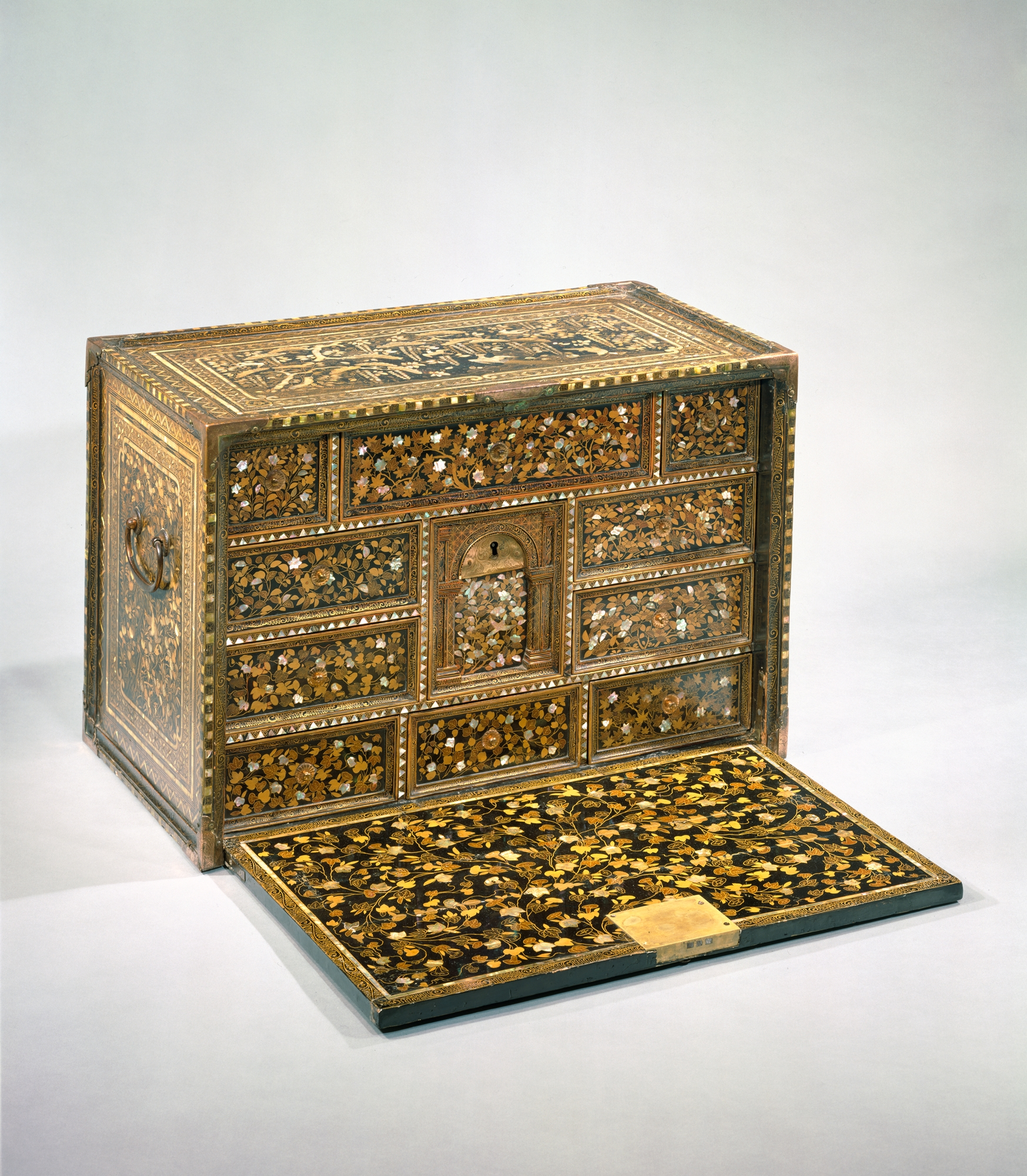
Cabinet avec porte à abattant, Japon, 1580-1600, Metropolitan Museum of Art.
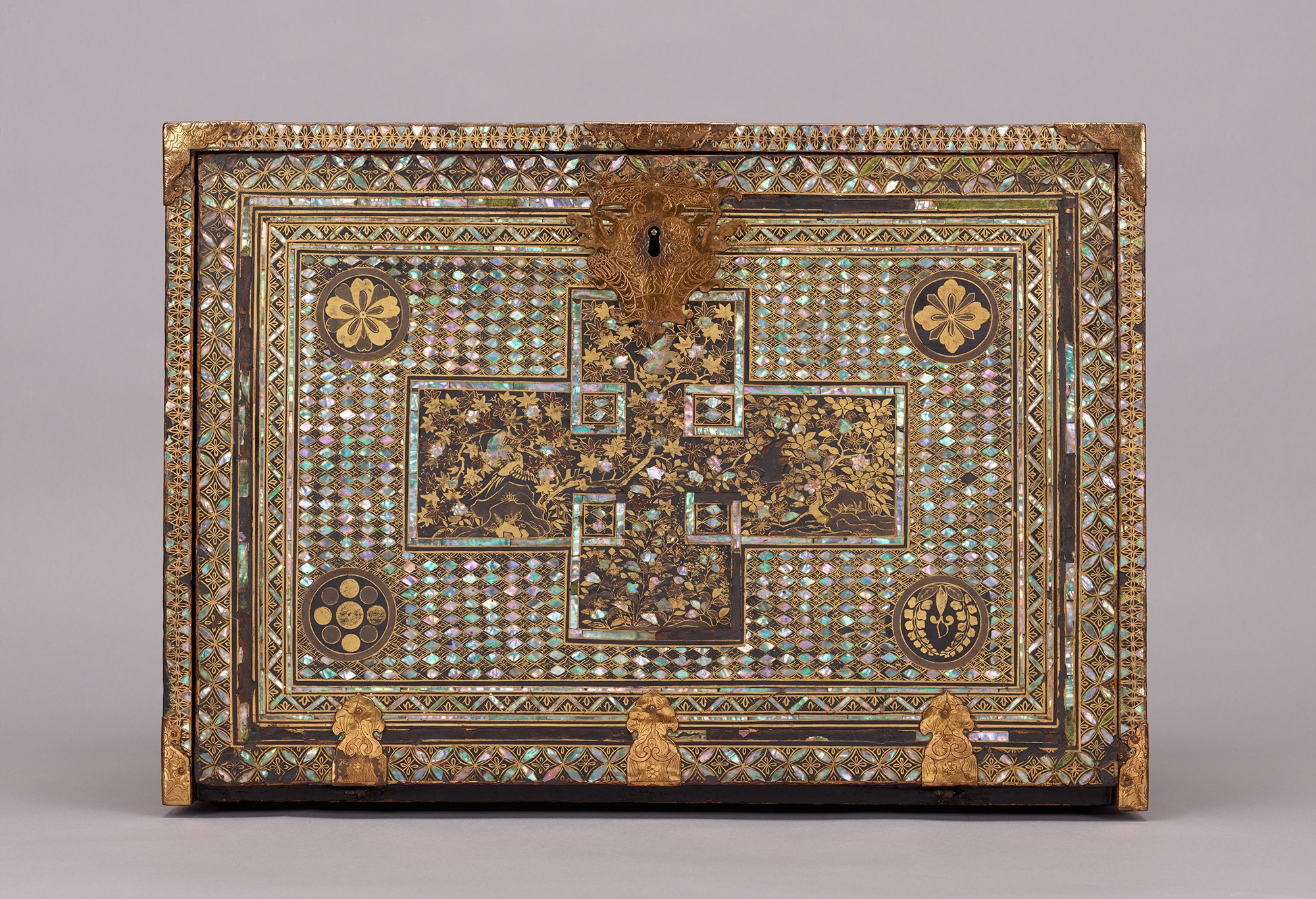
Cabinet avec porte à abattant, Japon, 1580-1615, Musée National de Kyoto.

Il existe également des plateaux en laque Nanban, aux formes et décors variés, qui servaient de tables ou de présentoirs. Certains sont ornés de scènes de la littérature japonaise.

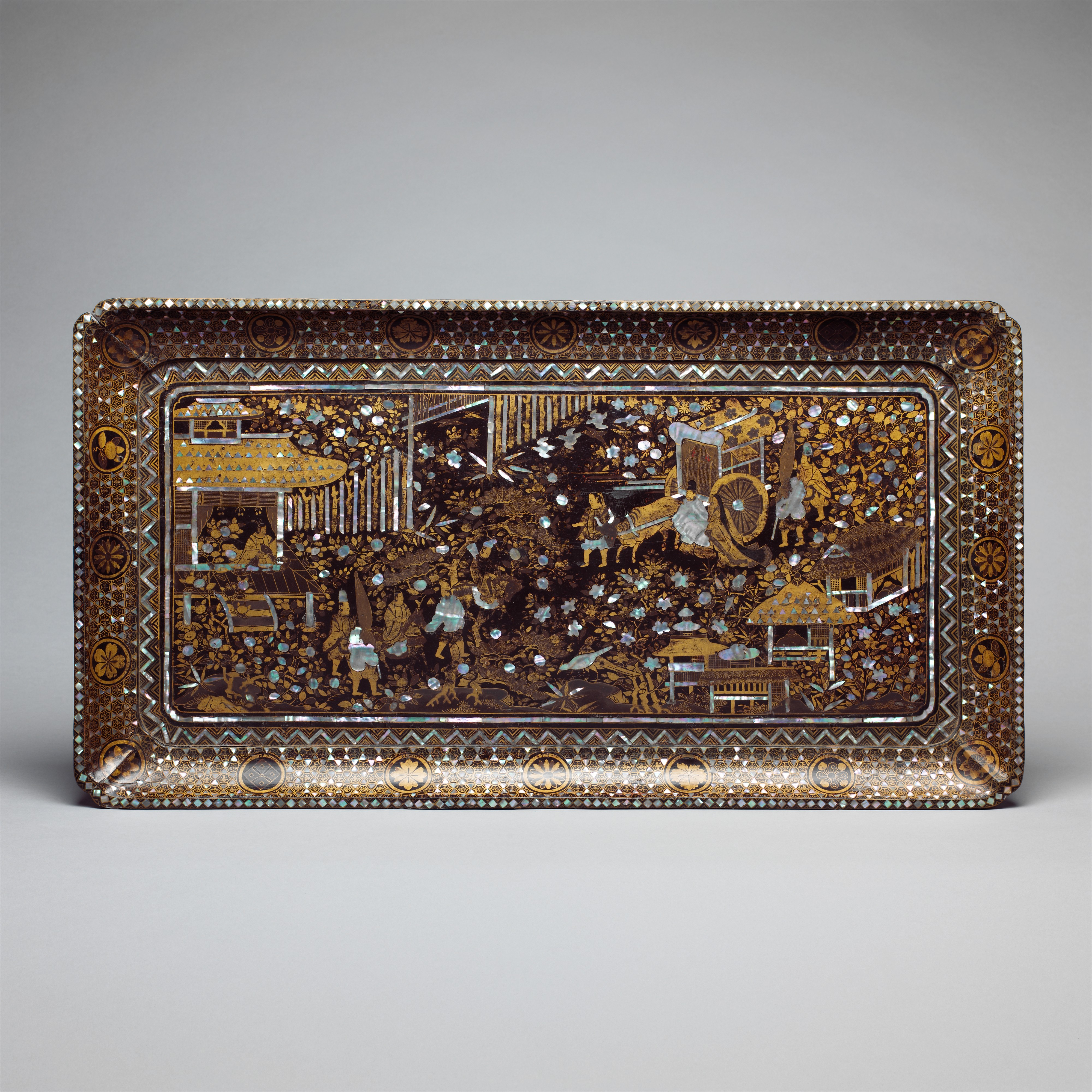
Plateau orné d'une scène du Dit du Genji, Japon, 1600-1615, Metropolitan Museum of Art.

## Postérité
Les artistes de l'école Tosa se joignent à ceux de l'école Kanō et combinent des sujets étrangers aux peintures de style japonais. Mais les influences occidentales semblent avoir eu peu d'influence durable à cause de la proscription du christianisme et de la politique d'isolement nationale, entraînant ainsi le déclin de l'art Nanban au XVIIe siècle,.

### Aujourd'hui
Les deux plus grandes collections d'art Nanban sont conservées au Musée municipal de Kobe et au Museu Nacional de Arte Antiga de Lisbonne, où est exposée une importante collection de paravents montrant les Portugais commerçant au Japon.
L'art Nanban est encore évoqué dans la culture portugaise contemporaine. Un film d'animation inspiré des paravents Nanban a été projeté dans le pavillon du Portugal à l'Exposition universelle de 1998 pour évoquer les expéditions portugaises autour du monde au XVIe siècle. La poétesse portugaise Sophia de Mello Breyner Andresen a composé en 1987 un poème décrivant les paravents Nanban.